# 독일 사회주의노동자당 (1875년)
독일 사회주의노동자당(독일어: Sozialistische Arbeiterpartei Deutschlands; SAP 조치알리스티셰 아르바이터파르타이 도이칠란츠; 에스아페[*])는 독일 제국의 사회주의 정당이었다. 1875년 사회민주노동자당(SDAP)과 일반독일노동자협회(ADAV)가 합당하여 창당했다. 1878년에서 1889년 사이 사회주의자 진압법의 탄압을 받아 해산되었다. 1890년 독일 사회민주당(SPD)으로 재창당하여 오늘에까지 이르고 있다.
당주석은 빌헬름 한젠클레퍼와 게오르크 빌헬름 하르트만, 중앙위원은 빌헬름 리프크네히트, 아우구스트 베벨, 빌헬름 한젠클레퍼, 게오르크 빌헬름 하르트만이었다.